# Asplenium pringlei
Asplenium pringlei là một loài thực vật có mạch trong họ Aspleniaceae. Loài này được Davenp. miêu tả khoa học đầu tiên năm 1891.